# Liste der Biografien/Wow
Liste der Biografien |
Portal Biografien |
Personensuche
# |
A |
B |
C |
D |
E |
F |
G |
H |
I |
J |
K |
L |
M |
N |
O |
P |
Q |
R |
S |
T |
U |
V |
W |
X |
Y |
Z |
?
 
Wa |
Wc |
Wd |
We |
Wh |
Wi |
Wj |
Wl |
Wn |
Wo |
Wr |
Ws |
Wt |
Wu |
Ww |
Wy |
Wz
 
Woa |
Wob |
Woc |
Wod |
Woe |
Wof |
Wog |
Woh |
Woi |
Woj |
Wok |
Wol |
Wom |
Won |
Woo |
Wop |
Wor |
Wos |
Wot |
Wou |
Wov |
Wow |
Wox |
Woy |
Woz
Die Liste der Biografien führt alle Personen auf, die in der deutschsprachigen Wikipedia einen Artikel haben. Dieses ist eine Teilliste mit 12 Einträgen von Personen, deren Namen mit den Buchstaben „Wow“ beginnt.

## Wow

### Wowa
- Wowaka (1987–2019), japanischer Musiker, Sänger und Band-Leader

### Wowe
- Wowereit, Klaus (* 1953), deutscher Politiker (SPD), MdA, Regierender Bürgermeister von BerlinKlaus Wowereit (* 1953)

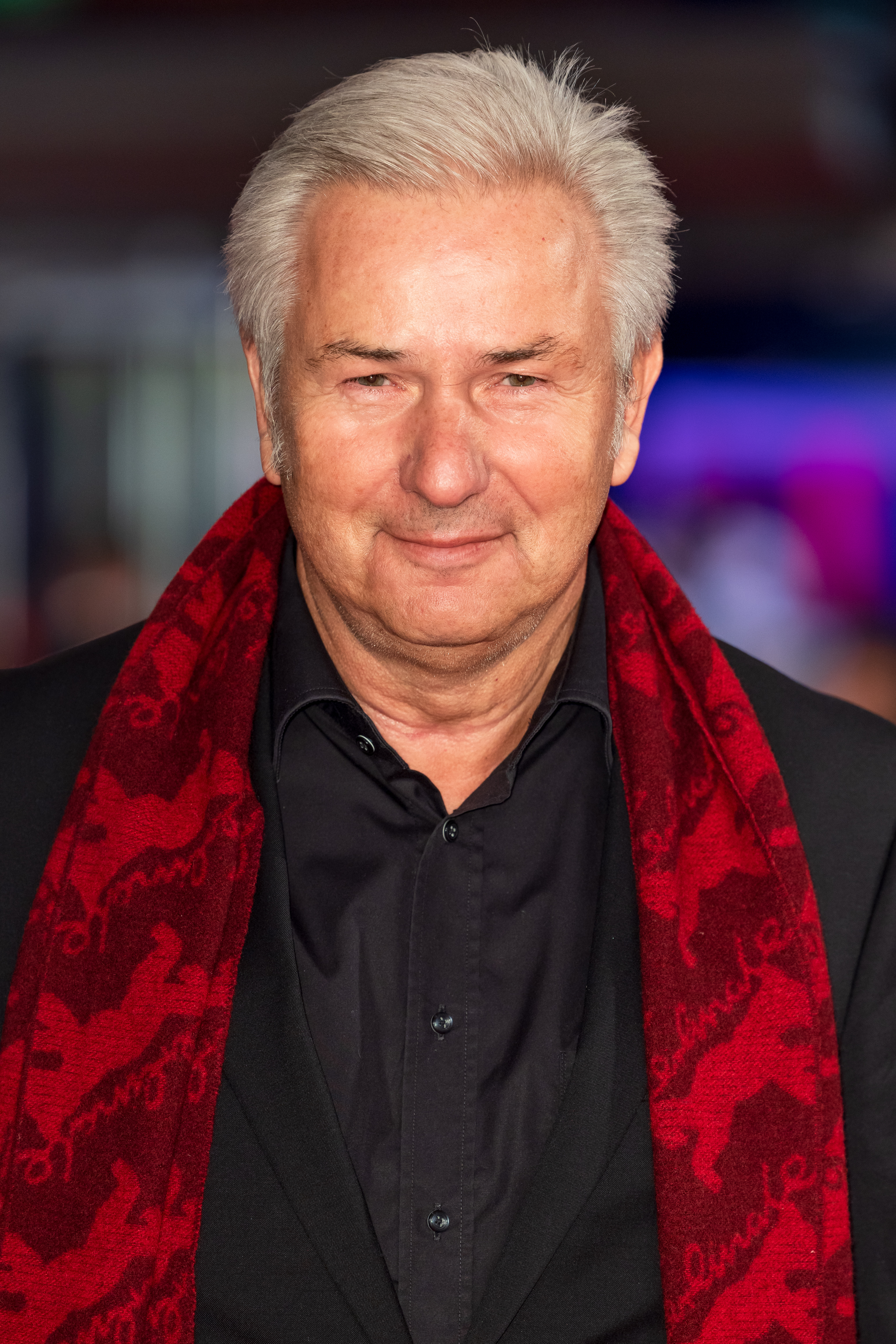
Klaus Wowereit (* 1953)

- Woweries, Franz (1908–1948), deutscher Politiker (NSDAP), MdR
- Wowern, Johann von (1574–1612), deutscher Politiker, Philologe und Jurist

### Wowk
- Wowk, Andrij (1882–1969), ukrainischer Offizier und Politiker
- Wowk, Fedir (1847–1918), ukrainischer Ethnograph, Anthropologe und Archäologe
- Wowk, Stanislaw Olegowitsch (* 1991), russischer Tennisspieler
- Wowk, Wira (1926–2022), ukrainische Dichterin

### Wowo
- Wowo, Joseph (* 1966), nigerianischer Richter
- Wowoah, Samuel (* 1976), schwedisch-liberianischer Fußballspieler

### Wowr
- Wowretzko, Sylvia (* 1955), deutsche Politikerin (SPD), MdHB

### Wowt
- Wowtschok, Marko (1833–1907), ukrainische Schriftstellerin russischer Herkunft, Übersetzerin und Folkloristin